# Goodenia pascua
Goodenia pascua är en tvåhjärtbladig växtart som beskrevs av R. Carolin. Goodenia pascua ingår i släktet Goodenia och familjen Goodeniaceae. Inga underarter finns listade i Catalogue of Life.